# 紅磡警署

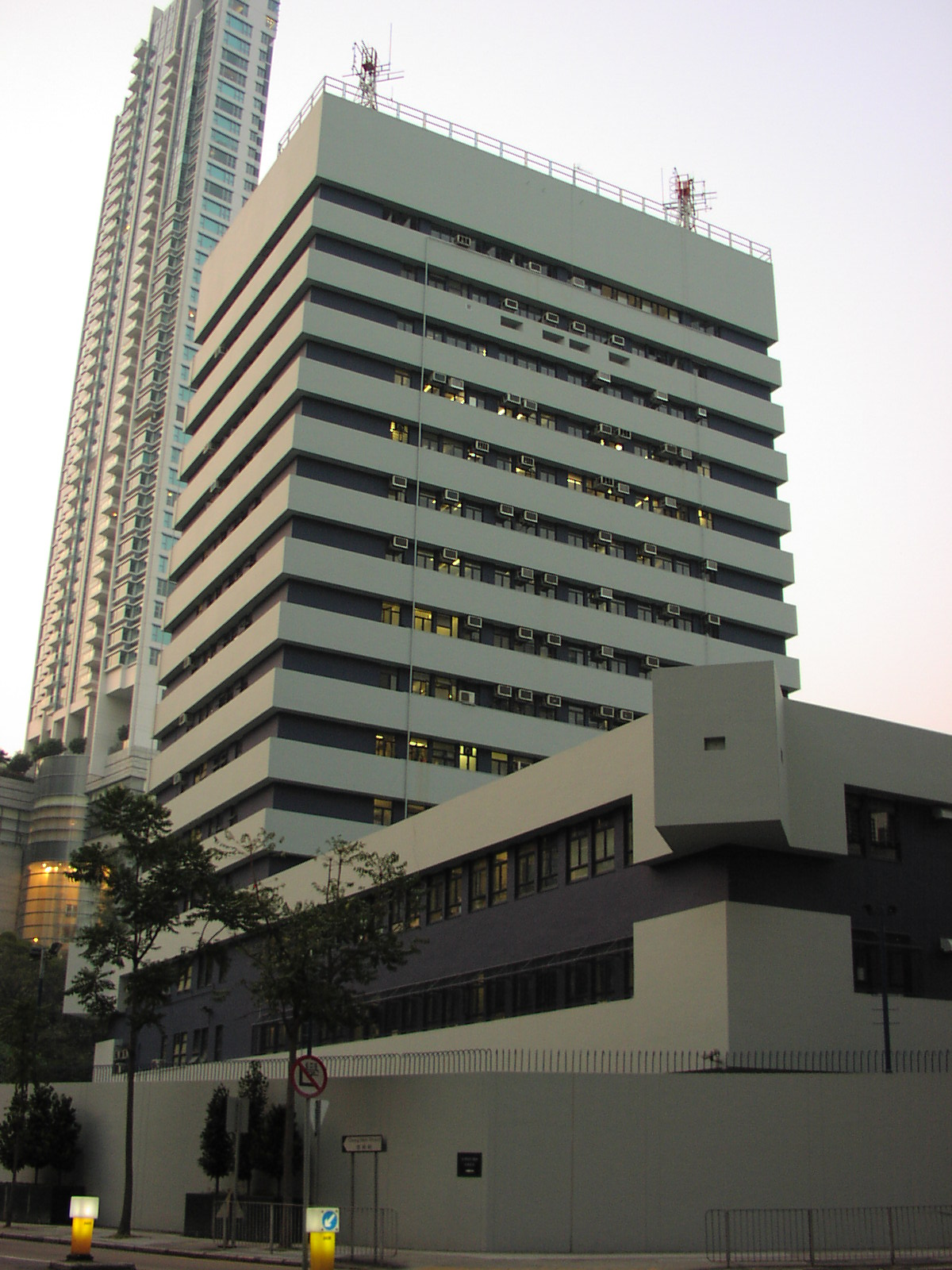
紅磡警署

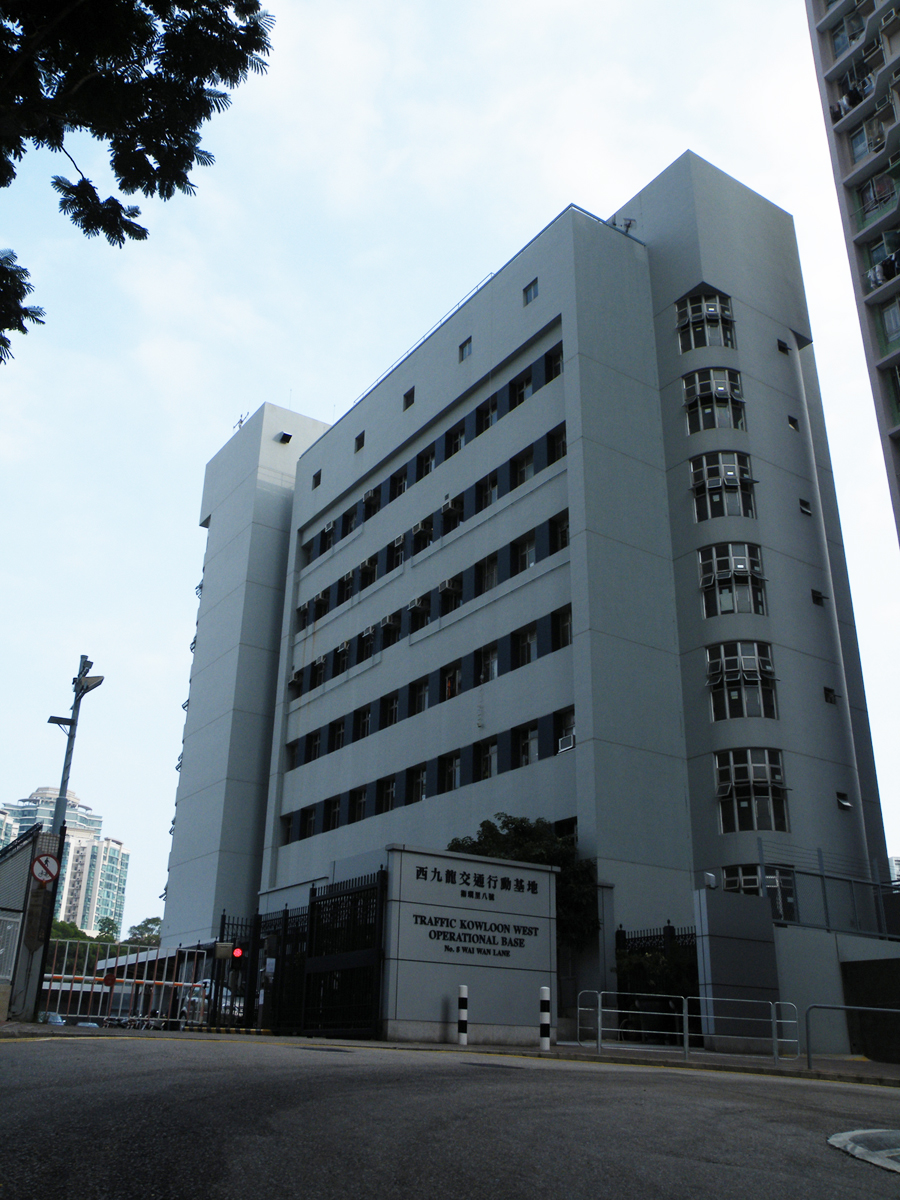
舊紅磡警署，現為西九龍交通行動基地

紅磡分區警署（英語：Hung Hom Divisional Police Station）簡稱紅磡警署，是香港警務處西九龍總區九龍城警區紅磡分區的警署，位於香港九龍何文田公主道99號。九龍城警區總部（英語：Kowloon City Police District Headquarters）亦設於此警署。

## 歷史
紅磡警署建於1873年，原本是指位於紅磡大環道與衛環里交界的一座地區警署，後來香港警務處於2000年12月宣布將紅磡警署與位於老龍坑公主道及忠孝街交界，建於1978年的何文田警署合併，何文田警署改為紅磡警署，原紅磡警署則改為西九龍交通行動基地。
最早期的紅磡警署，位於今日的差館里，鄰近今日的家維邨；後來遷往漆咸道北近鶴園街交界，在七十年代東九龍走廊興建時，遷往大環山。
類似的有與柴灣警署合併的筲箕灣警署（現稱港島交通部暨筲箕灣報案中心）、與深水埗警署合併的石硤尾警署（現稱西九龍機動部隊行動基地暨石硤尾報案中心）等。